# Escopete
Escopete è un comune spagnolo di 62 abitanti situato nella comunità autonoma di Castiglia-La Mancia.